# Centropodia
Centropodia és un gènere de plantes de la família de les poàcies, ordre de les poals, subclasse de les commelínides, classe de les liliòpsides, divisió dels magnoliofitins.

## Taxonomia
- Centropodia forskalii (Vahl) Cope
  - Centropodia forskalii subsp. forskalii
  - Centropodia forskalii subsp. persica (Bornm.) H. Scholz
- Centropodia fragilis (Guinet i Sauvage) Cope
- Centropodia glauca (Nees) Cope
- Centropodia mossamedensis (Rendle) Cope